# Botryobasidium pandani
Botryobasidium pandani é uma espécie de fungo pertencente à família Botryobasidiaceae.